# Список рекордов скоростей
Рекорд скорости — это достижение скорости, ранее недостижимой для определённого объекта. Рекорды фиксируются как для живых существ (людей или животных), так и для технических средств (поездов, автомобилей, самолётов, кораблей и др.). Их утверждают международные организации, которые также устанавливают правила признания этих достижений.
Наивысшие скорости, зафиксированные по единым правилам, называются мировыми рекордами скорости, которые публикуются в Книге рекордов Гиннесса.
Ниже приведены списки, которые включают только максимальные рекорды скорости, достигнутые в определенной категории. Более подробную информацию можно найти в соответствующих статьях и источниках.

## Сухопутный транспорт

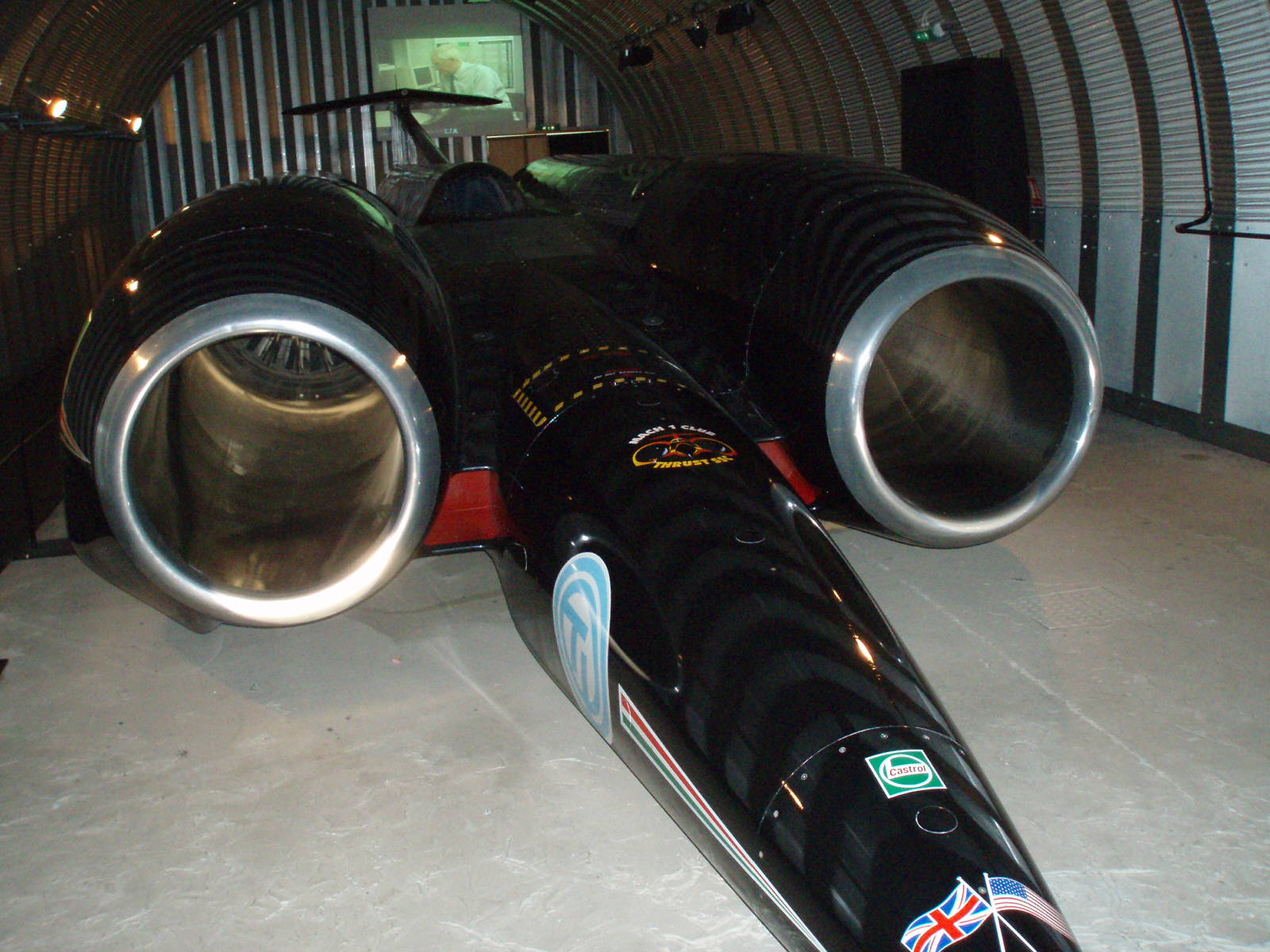
Thrust SSC удерживающий рекорд наземной скорости с 1997 года.
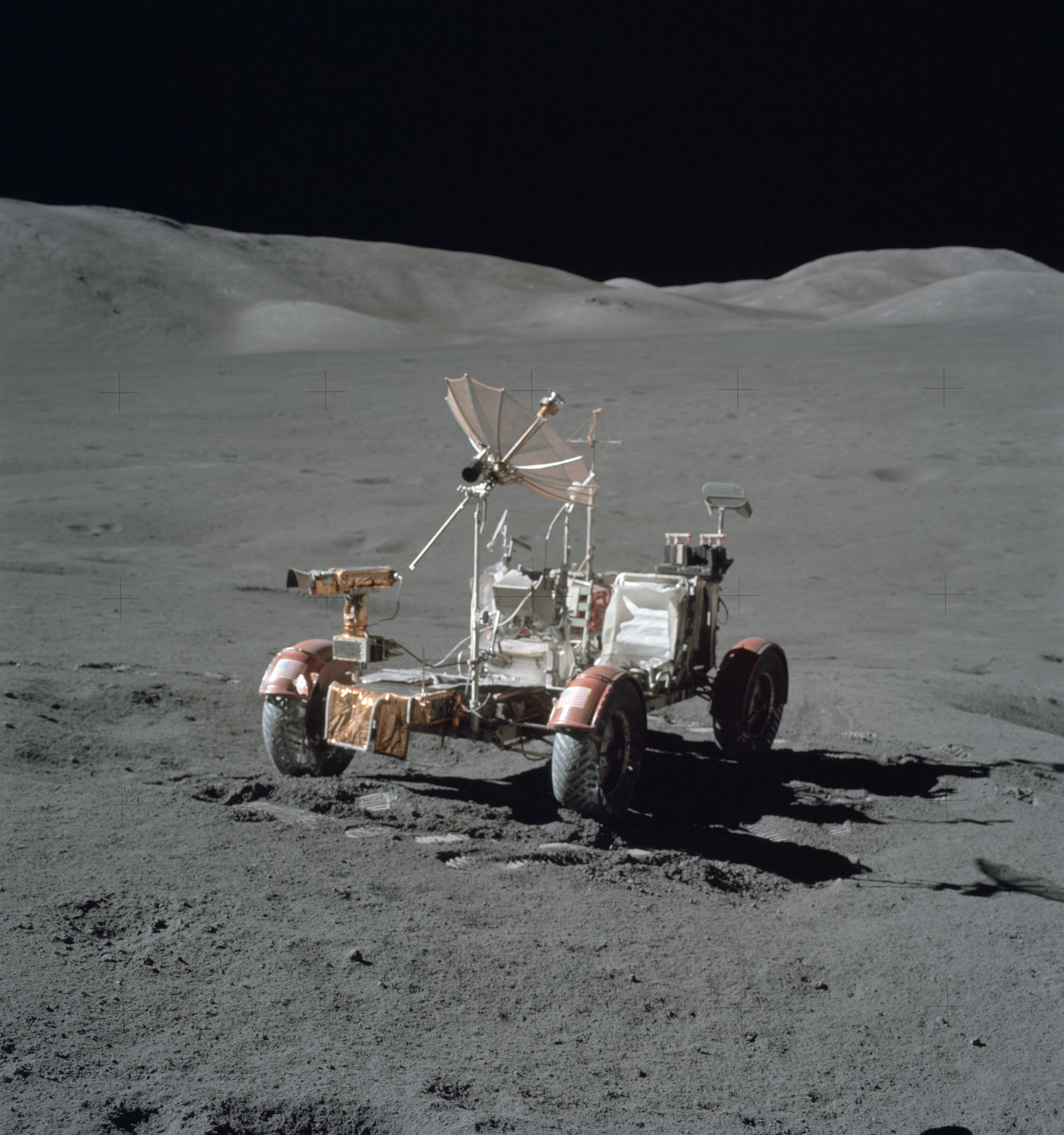
Лунный ровер миссии Аполлон-17, самое быстрое транспортное средство, которое когда либо управлялось на Луне.

### Рекорды скорости на суше по типу транспортного средства
| Категория                                                             | Скорость (км/ч) | Транспортное средство     | Водитель         | Дата             | Утверждено             | Прим.         |
| --------------------------------------------------------------------- | --------------- | ------------------------- | ---------------- | ---------------- | ---------------------- | ------------- |
| Рекорд наземной скорости                                              | 1 227.985       | Thrust SSC                | Энди Грин        | 15 октября 1997  | FIA                    | [ 1 ]         |
| Рекорд наземной скорости на колёсах                                   | 745.187         | Vesco Turbinator II       | Дэйв Спэнглер    | 14 августа 2018  | SCTA                   | [ 2 ] [ 3 ]   |
| Рекорд наземной скорости на мотоцикле                                 | 722.204         | Ack Attack                | Рокки Робинсон   | 25 сентября 2010 | FIM                    | [ 4 ]         |
| Рекорд наземной скорости с поршневым двигателем                       | 605.698         | Challenger 2              | Дэнни Томпсон    | 12 августа 2018  | SCTA                   | [ 5 ]         |
| Рекорд наземной скорости с дизельным двигателем                       | 563.998         | JCB DieselMax             | Энди Грин        | 23 августа 2006  | FIA                    | [ 6 ]         |
| Рекорд наземной скорости с электрическим приводом                     | 550.627         | Venturi Buckeye Bullet 3  | Роджер Шрёер     | 19 сентября 2016 | FIA                    | [ 6 ]         |
| Рекорд наземной скорости с паровым двигателем                         | 238.679         | Inspiration               | Дон Уэйлс        | 25 августа 2009  | FIA                    | [ 6 ]         |
| Рекорд наземной скорости на ветрявой тяге                             | 225.58          | Horonuku                  | Гленн Эшби       | 24 февраля 2023  | FISLY                  | [ 7 ]         |
| Рекорд наземной скорости на гусечиной технике                         | 121.9           | модифицированный M113 APC | Карл Мэй         | июль/август 1979 | Армия США              | [ 8 ]         |
| Рекорд наземной скорости на солнечной энергии                         | 91.332          | Sky Ace TIGA              | Кэндзи Шинодзука | 20 августа 2014  | Книга рекордов Гиннеса | [ 9 ]         |
| Рекорд скорости радиоуправляемой машины (с ракетным двигателем)       | 338.14          | Black Knight              | Энтони Ловеринг  | 4 мая 2016       | Книга рекордов Гиннеса | [ 10 ] [ 11 ] |
| Рекорд скорости радиоуправляемой машины (с аккумуляторным двигателем) | 325.12          | RC Bullet                 | Ник Кейс         | 25 октября 2014  | Книга рекордов Гиннеса | [ 12 ] [ 13 ] |

### Рекорды скорости на разных поверхностях
| Категория                | Скорость (км/ч) | Транспортное средство                  | Водитель                         | Дата            | Утверждено             | Прим.  |
| ------------------------ | --------------- | -------------------------------------- | -------------------------------- | --------------- | ---------------------- | ------ |
| Рекорд скорости на льду  | 335.7           | Audi RS 6                              | Янне Лайтинен                    | 9 марта 2013    | FIA                    | [ 14 ] |
| Рекорд скорости на Луне  | 18              | Лунный ровер LRV-003 миссии Аполлон-17 | Юджин Сернан                     | 11 декабря 1972 | неофициально           | [ 15 ] |
| Рекорд скорости на Марсе | 0.18            | Марсоходы Спирит и Оппортьюнити        | Лаборатория реактивного движения | Июль 2004       | Книга рекордов Гиннеса | [ 16 ] |

## Железнодорожные транспортные средства

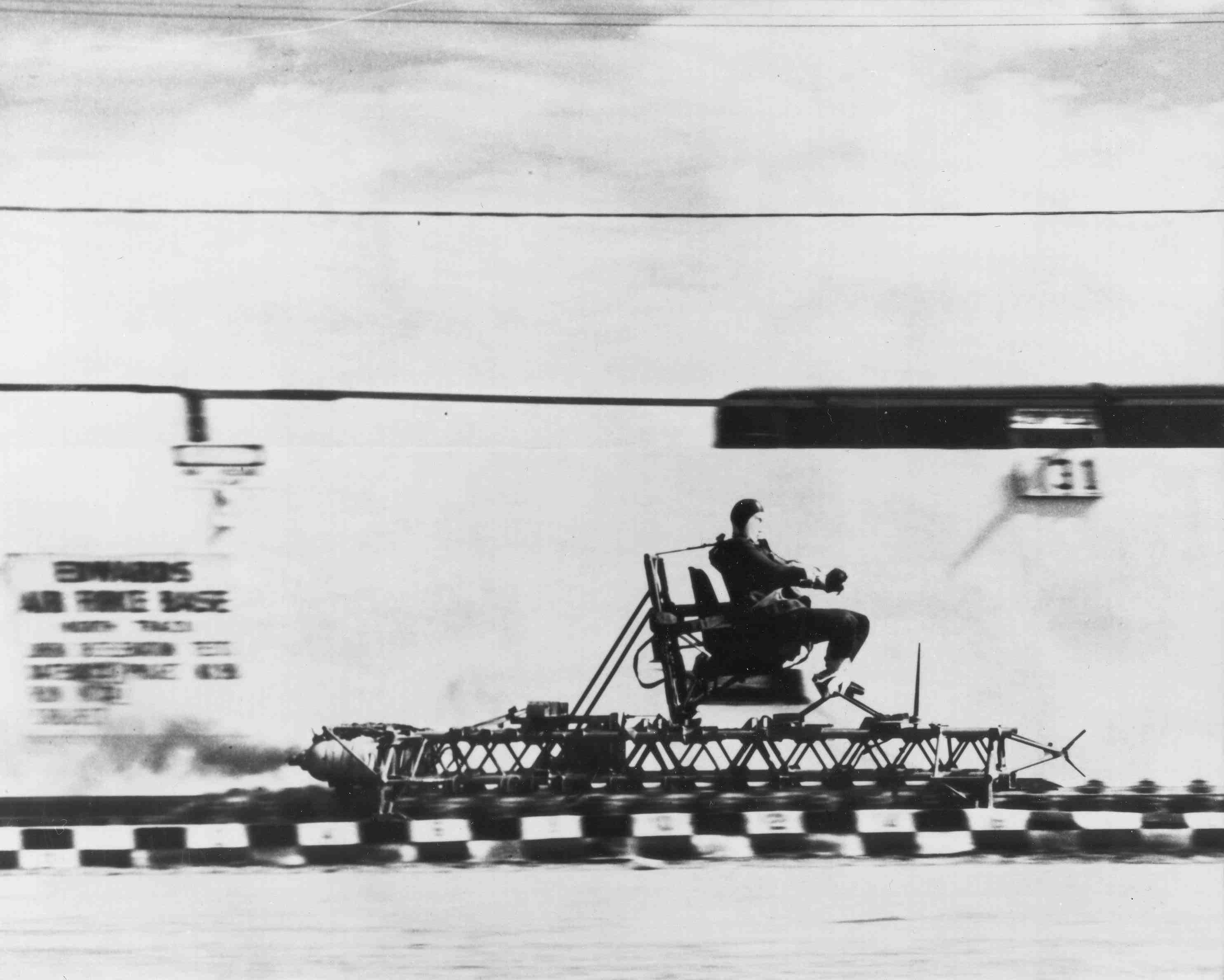
Подполковник Джон Пол Стэпп управляет ракетным санями на авиабазе Эдвардс
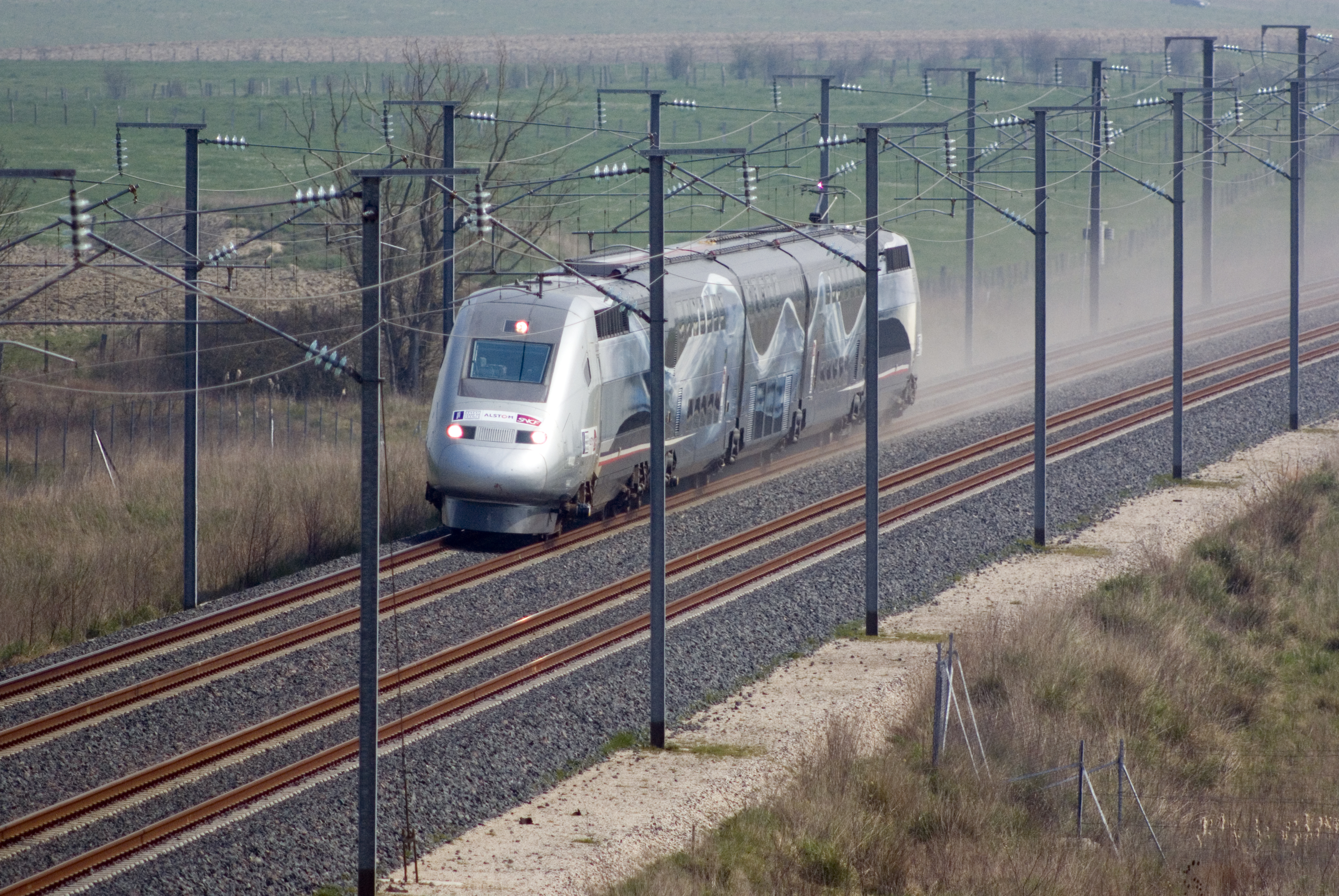
V150 — самый быстрый колёсный поезд в мире.
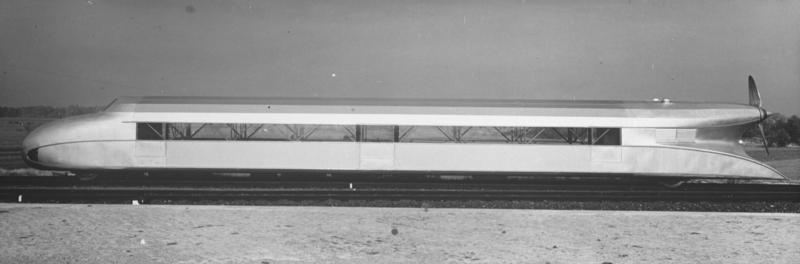
Шиненцеппелин — экспериментальный аэровагон
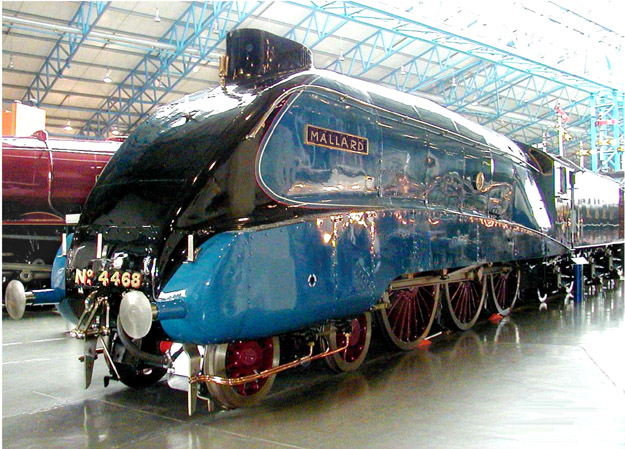
4468 Mallard — самый быстрый паровоз в мире.

| Категория                                    | Скорость (км/ч) | Транспортное средство      | Машинист                     | Дата            | Утверждено             | Прим.                |
| -------------------------------------------- | --------------- | -------------------------- | ---------------------------- | --------------- | ---------------------- | -------------------- |
| Рекорд скорости ракетных саней (без экипажа) | 10 326          | Super Roadrunner           | ВВС США                      | 29 апреля 2003  | ВВС США                | [ 17 ]               |
| Рекорд скорости маглева (без экипажа)        | 1 019           | безымянное                 | ВВС США                      | 4 марта 2016    | ВВС США                | [ 18 ]               |
| Рекорд скорости ракетных саней (с экипажем)  | 1 017           | Sonic Wind No. 1           | Джон Стэпп                   | 10 декабря 1954 | ВВС США                | [ 19 ]               |
| Рекорд скорости маглева (с экипажем)         | 603             | SCMaglev L0 Series         | CJRC                         | 21 апреля 2015  | Книга рекордов Гиннеса | [ 20 ]               |
| Рекорд скорости поезда                       | 574.8           | TGV POS V150               | Эрик Пьечзак                 | 3 апреля 2007   | Книга рекордов Гиннеса | [ 21 ] [ 22 ]        |
| Рекорд скорости пропеллерного транспорта     | 230             | Шиненцеппелин              | Франц Крюкенберг             | 21 июня 1931    |                        | [ 23 ] [ 24 ]        |
| Рекорд скорости паровоза                     | 202.6           | LNER Class A4 4468 Mallard | Джозеф Даддингтон Томас Брей | 3 июля 1938     | Книга рекордов Гиннеса | [ 25 ] [ 26 ] [ 27 ] |

## Воздушные суда

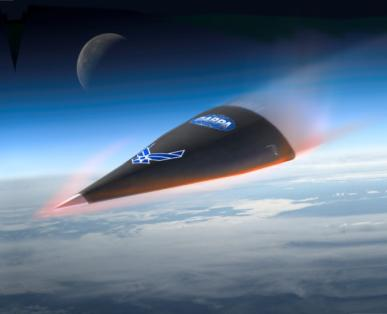
экспериментальный Falcon HTV-2 — самый быстрый беспилотный летательный аппарат
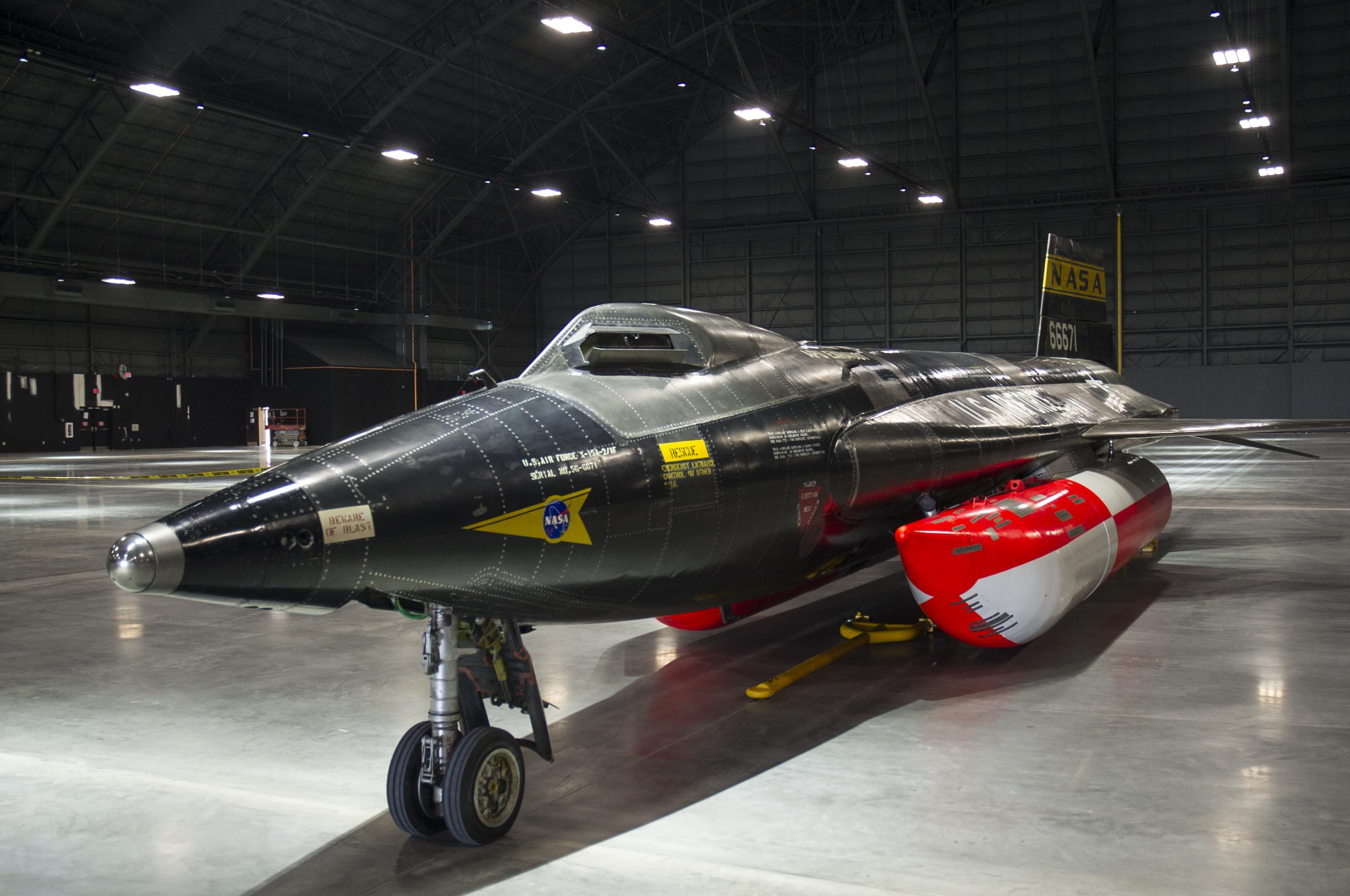
North American X-15 —  самый быстрый пилотируемый реактивный самолёт
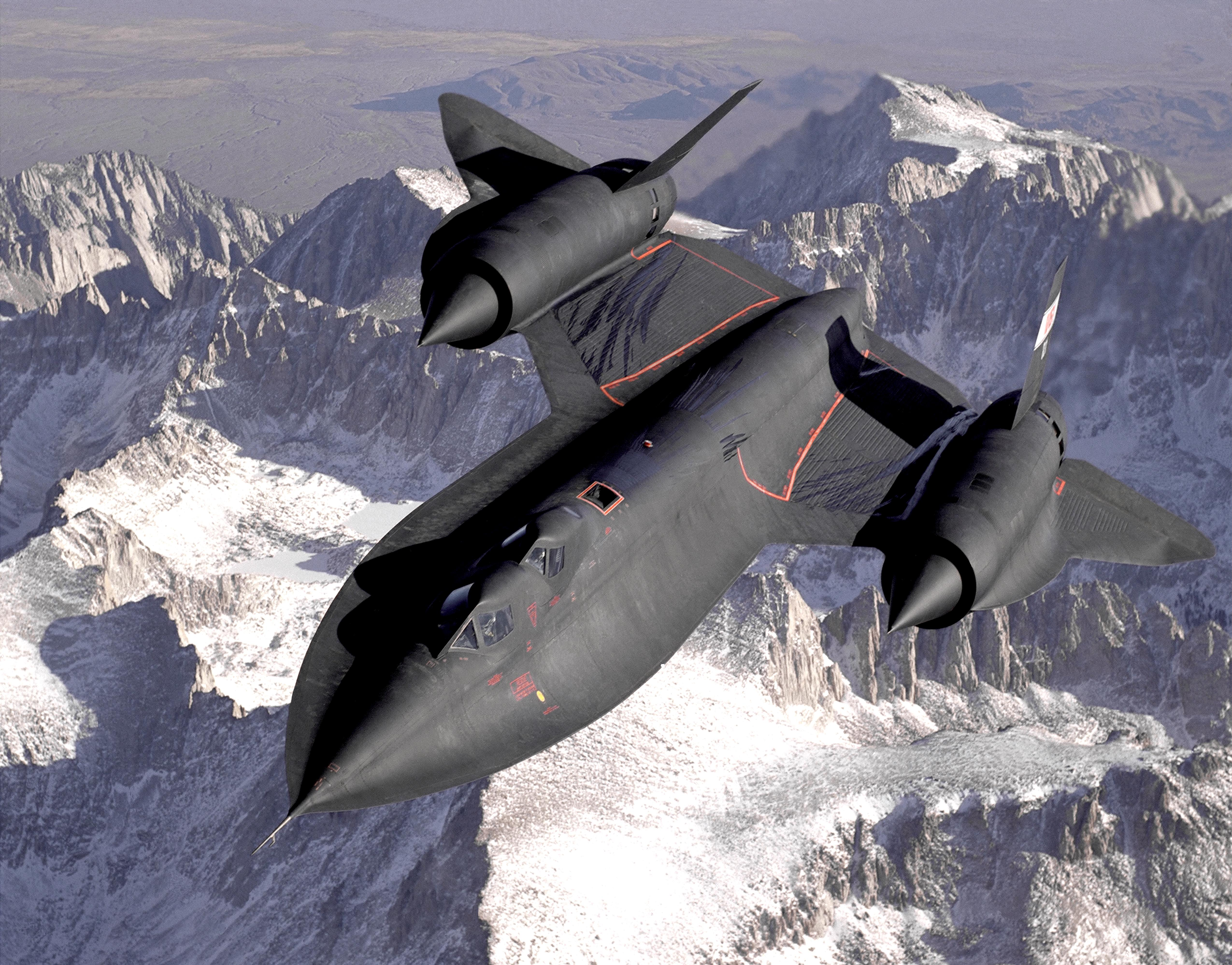
Lockheed SR-71 Blackbird — самый быстрый пилотируемый самолёт с воздушно-реактивный двигателем
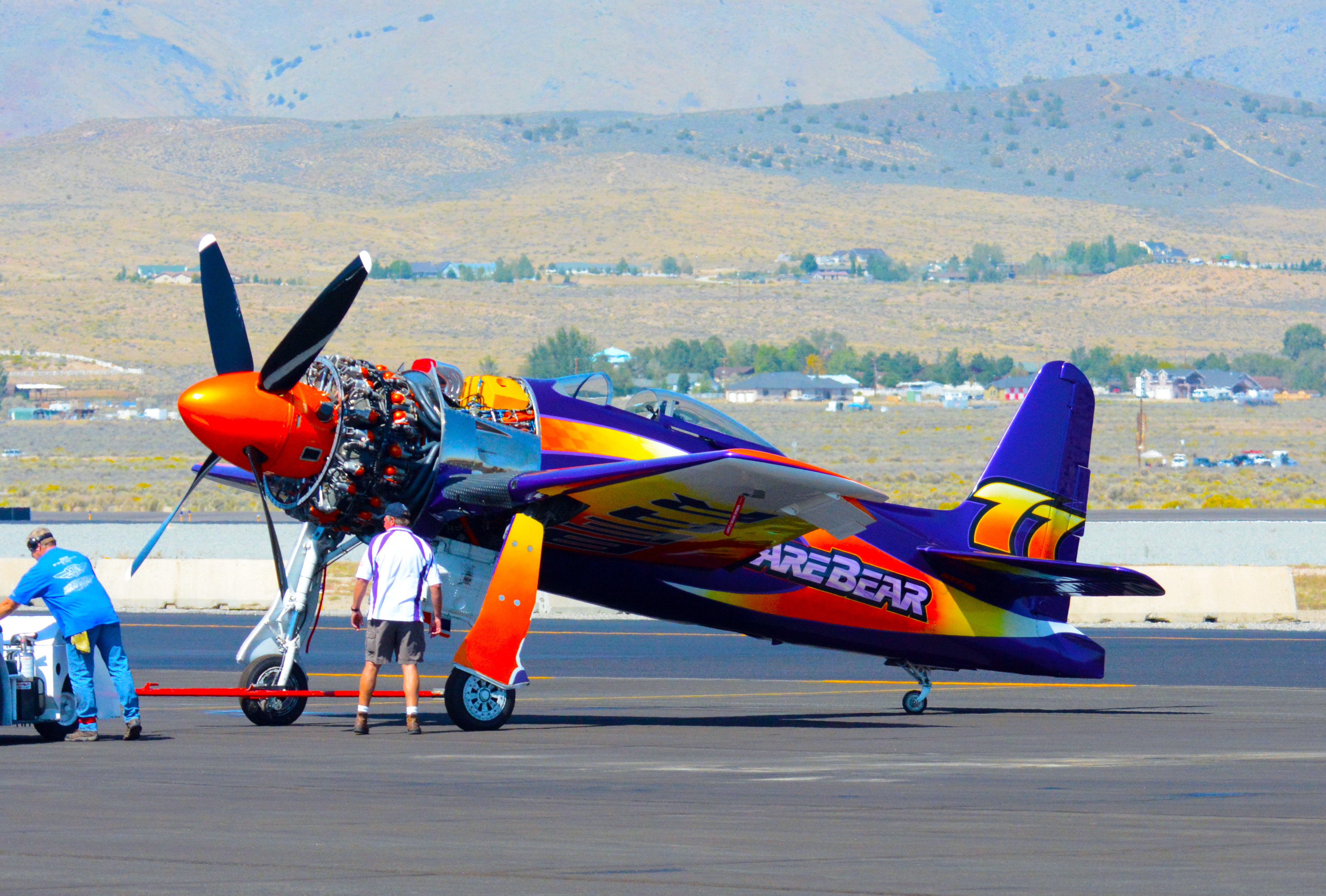
Rare Bear — самый быстрый самолёт с поршневым двигателем
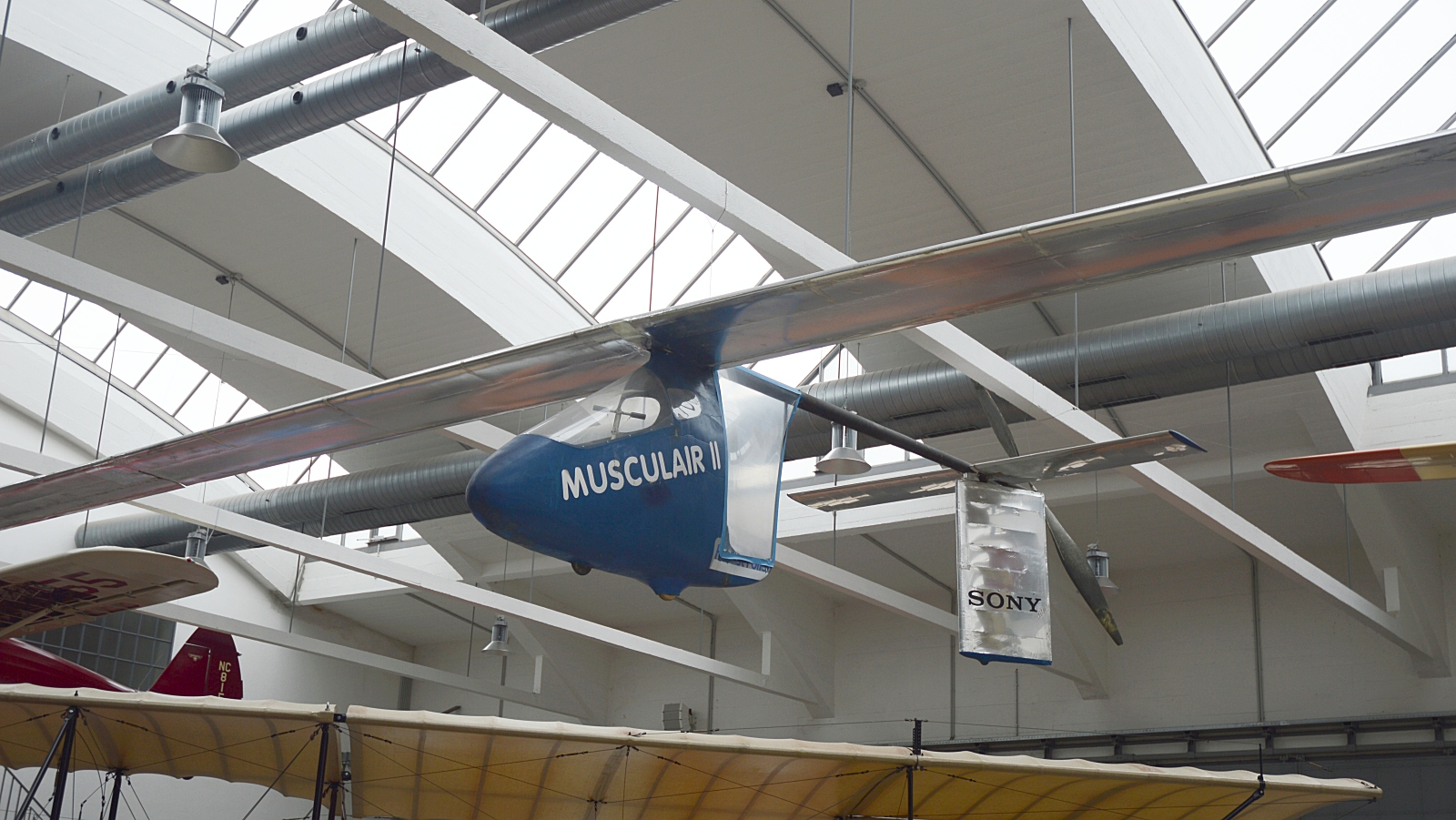
Musculair 2 — самый быстрый мускулолёт

| Категория                                          | Скорость (км/ч) | Число Маха | Транспортное средство                          | Пилот                                                | Дата            | Утверждено             | Прим.         |
| -------------------------------------------------- | --------------- | ---------- | ---------------------------------------------- | ---------------------------------------------------- | --------------- | ---------------------- | ------------- |
| Рекорд скорости беспилотного летательного аппарата | 21 245          | ~20        | Falcon HTV-2                                   | беспилотный                                          | 22 апреля 2010  | неофициально           | [ 28 ]        |
| Рекорд скорости ракетоплана                        | 7 270           | 6.7        | North American X-15A-2                         | Уильям Джон Найт                                     | 3 октября 1967  | Книга рекордов Гиннеса | [ 29 ] [ 30 ] |
| Рекорд скорости с воздушно-реактивный двигателем   | 3 529.56        | 3.3        | Lockheed SR-71A Blackbird #61-7958             | Эльдон Уэйн Джёрс                                    | 28 июля 1976    | FAI                    | [ 31 ] [ 32 ] |
| Рекорд скорости c пропеллером                      | 927.4           | ~0.85      | Piaggio P.180 Avanti                           | Джозеф Джон Ритчи Стив Фоссетт                       | 6 февраля 2003  | FAI                    | [ 33 ] [ 34 ] |
| Рекорд скорости c поршневым двигателем             | 850.24          | 0.69       | модифицированный Grumman F8F Bearcat Rare Bear | Лайл Шелтон                                          | 21 августа 1989 | FAI                    | [ 35 ] [ 36 ] |
| Рекорд скорости на электрическом приводе           | 555.9           | 0.45       | Rolls-Royce Accel «Spirit of Innovation»       | Стив Джоунс                                          | 19 ноября 2021  | FAI                    | [ 37 ]        |
| Рекорд скорости вертолёта                          | 400.87          | 0.33       | Westland Lynx 800 G-LYNX                       | Джон Эггинтон                                        | 11 августа 1986 | FAI                    | [ 38 ] [ 39 ] |
| Рекорд скорости планера                            | 306.8           | 0.25       | Schempp-Hirth Nimbus-4DM                       | Клаус Ольманн (пилот) Матиас Гарсия Маццаро (экипаж) | 22 декабря 2006 | FAI                    | [ 40 ]        |
| Рекорд скорости воздушного шара                    | 115.1           | 0.09       | Zeppelin Luftschifftechnik LZ N07-100 (DLZFN)  | Стив Фоссетт (пилот) Ханс-Пауль Штрёле (экипаж)      | 27 октября 2004 | FAI                    | [ 41 ] [ 42 ] |
| Рекорд скорости мускулолёта                        | 44.32           | 0.03       | Musculair 2                                    | Холгер Рошельт                                       | 2 октября 1985  | FAI                    | [ 43 ] [ 44 ] |

## Водные транспортные средства

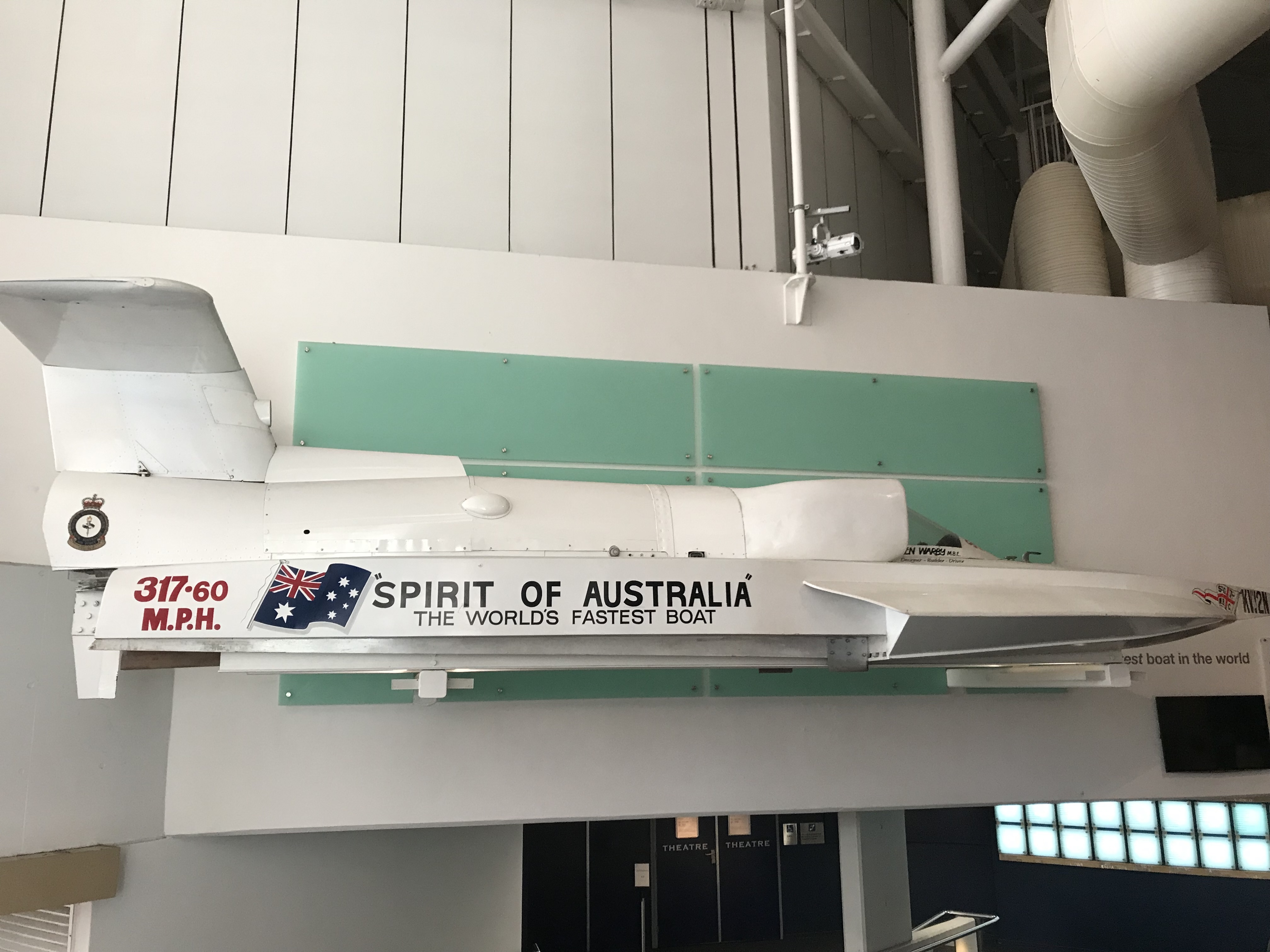
Модель Spirit of Australia, который удерживает рекорд скорости на воде.
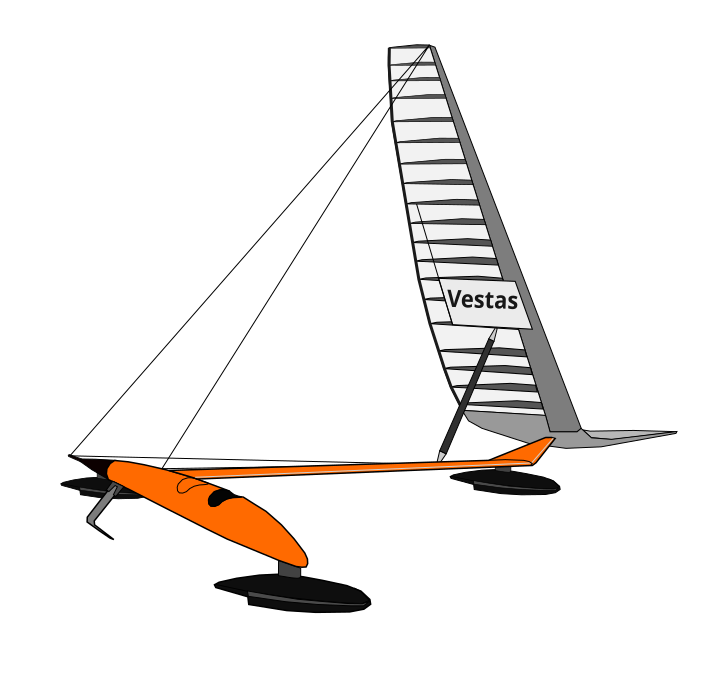
рисунок Vestas Sailrocket—  самого быстрого водного  транспорта, работающего на ветродвигателе.
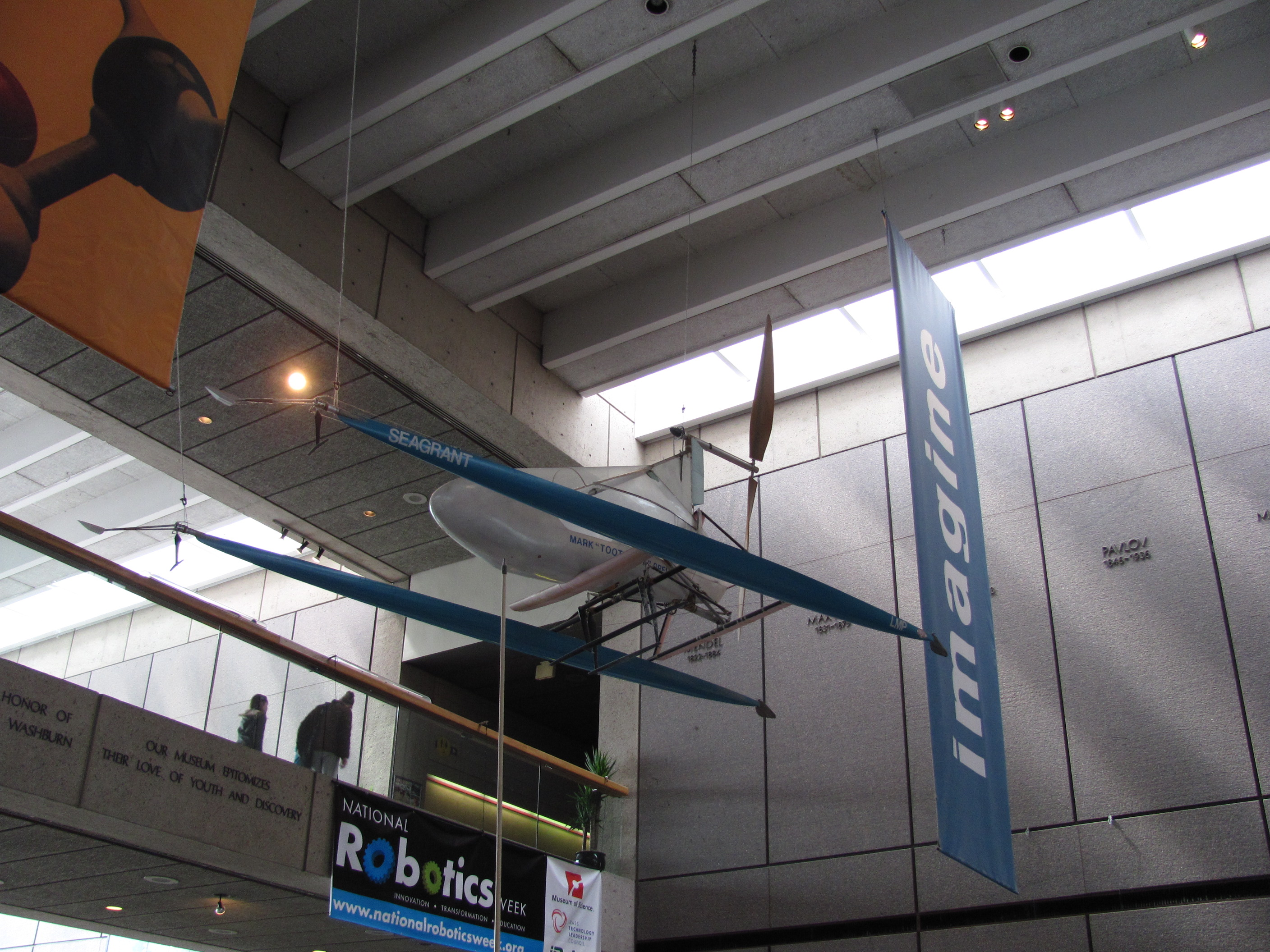
Decavitator — самое быстрое гребное судно.
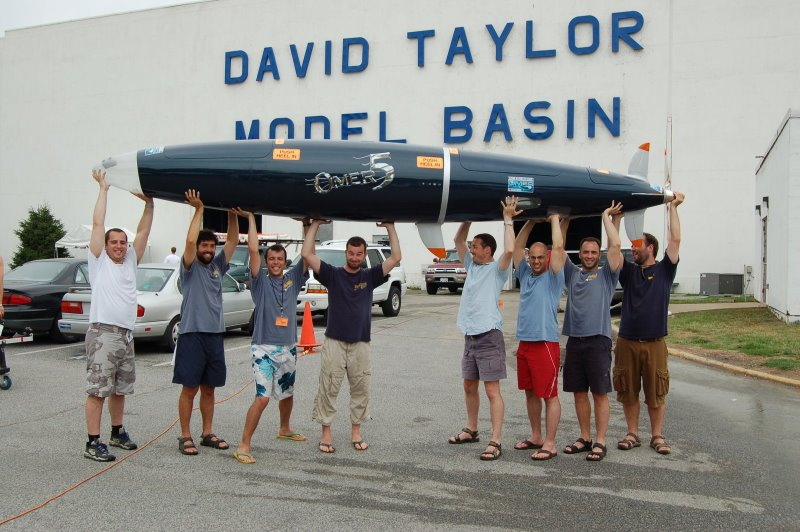
Omer 5 — самая быстрая подводная лодка на мускульном приводе
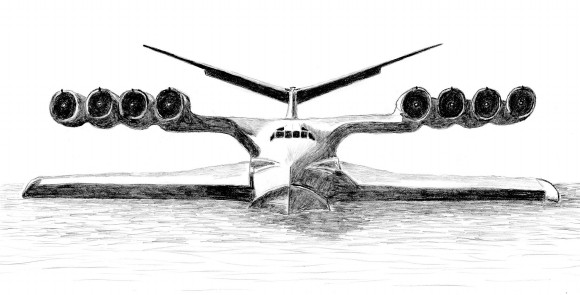
КМ «Каспийский монстр» — самый быстрый экраноплан

| Категория | Скорость (узлы) | Скорость (км/ч) | Транспортное средство    | Капитан судна                 | Дата            | Утверждено                 | Прим.         |
| --- | --------------- | --------------- | ------------------------ | ----------------------------- | --------------- | -------------------------- | ------------- |
| Рекорд скорости на воде | 275.98          | 511.11          | Spirit of Australia      | Кен Уорби                     | 8 октября 1978  | UIM                        | [ 45 ] [ 46 ] |
| Рекорд скорости экраноплана | 350             | 650             | КМ «Каспийский монстр»   | Советский флот                | ок. 1966–1980   | неофициально               | [ 47 ]        |
| Рекорд скорости суда с пропеллером | 226.78          | 420             | Problem Child            | Дарил Эрихлих                 | 22 ноября 2009  | UIM Книга рекордов Гиннеса | [ 48 ] [ 49 ] |
| Рекорд скорости судна с ветродвигателем | 65.45           | 121.21          | Vestas Sailrocket 2      | Пол Ларсен                    | 24 ноября 2012  | WSSRC                      | [ 50 ] [ 51 ] |
| Рекорд скорости судна на воздушной подушке | 74.2            | 137.4           | Universal UH19P Jenny II | Боб Уиндт                     | 1 января 1995   | WHF Книга рекордов Гиннеса | [ 52 ]        |
| Рекорд скорости гребного судна | 18.5            | 34.3            | Decavitator              | Марк Дрела                    | 27 октября 1991 | IHPVA                      | [ 53 ] [ 54 ] |
| Рекорд скорости субмарины на человеческой тяге | 8.035           | 14.881          | Omer 5                   | Себастьен Брисбо Жоэль Брюнет | 28 июня 2007    | ISR                        | [ 55 ]        |
| Официально признанного рекорда скорости для подводных судов не существует из-за секретности, связанной с их использованием. В 1968 году советская подводная лодка класса «Кит» якобы преследовала американскую авианосную группу, развивая скорость 57 км/ч (31 узел). Заявленные скорости для торпед варьируются от 110 км/ч (60 узлов) для британской торпеды Spearfish до 370 км/ч (200 узлов) для российской торпеды ВА-111 «Шквал». |                 |                 |                          |                               |                 |                            |               |

## Космические аппараты
Скорости в разных системах отсчёта не сопоставимы напрямую, поэтому вопрос о «самом быстром космическом аппарате» зависит от используемой системы отсчёта.
Из-за влияния гравитации максимальная скорость обычно достигается, когда аппарат находится вблизи основного тела: либо сразу после запуска, либо в точке наибольшего сближения (перицентра), либо в начальной стадии входа в атмосферу.

Ниже приведен список, которые включают только максимальные рекорды скорости, достигнутые в определенной категории. Более подробную информацию можно найти в соответствующих статьях и источниках.

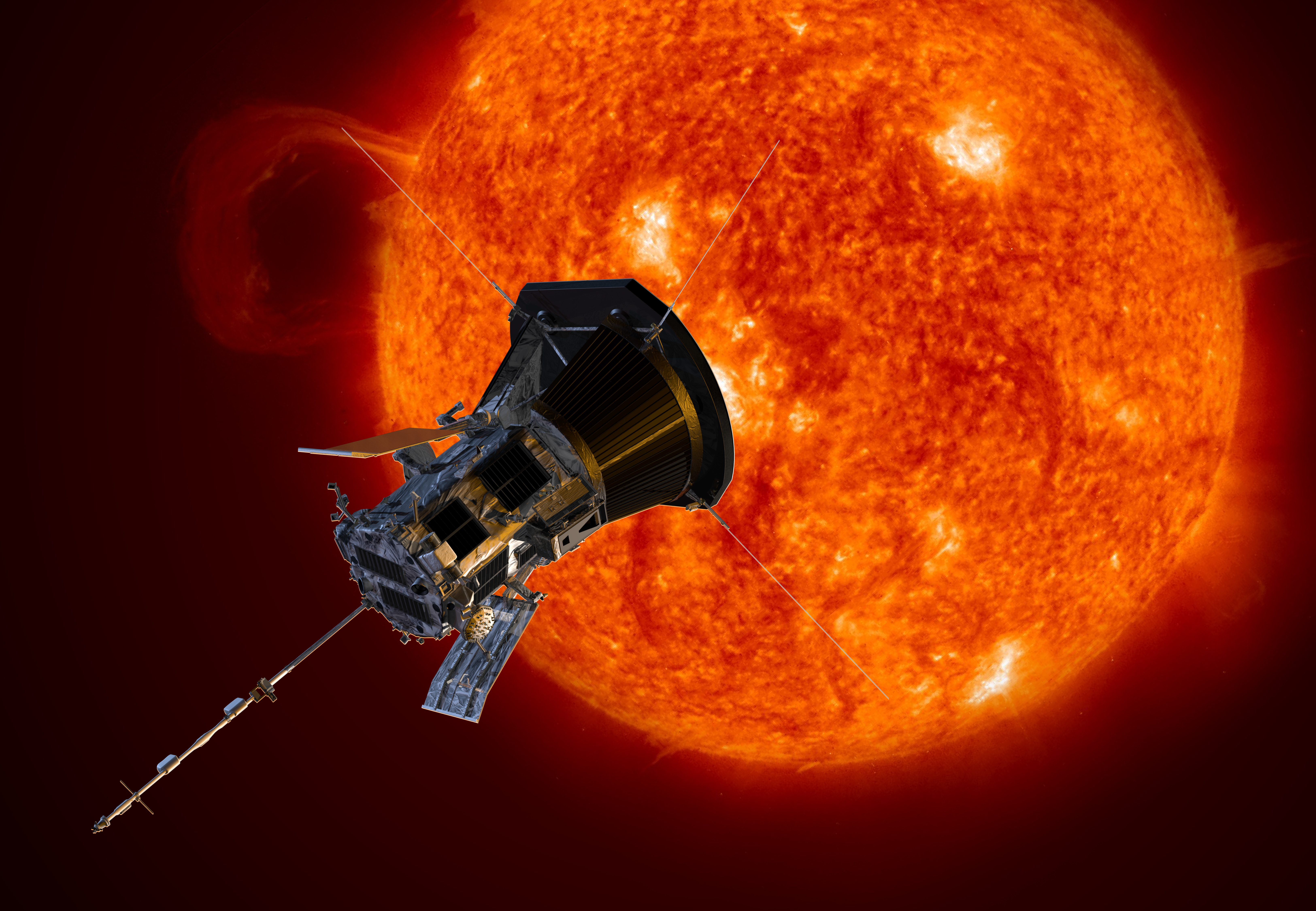
Солнечный зонд Паркер — беспилотный космический аппарат, установивший новый рекорд скорости 24 декабря 2024 года.
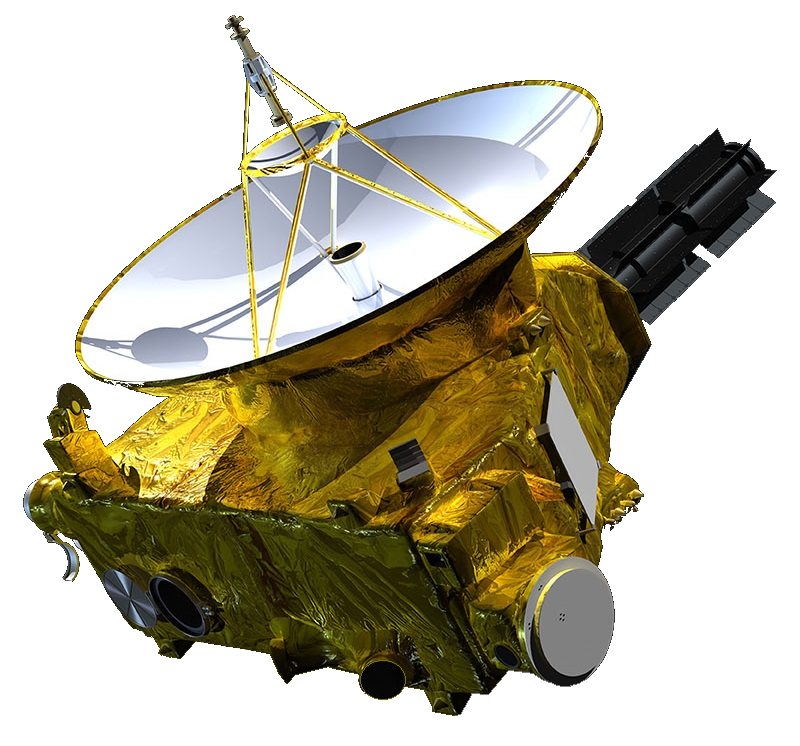
Новые Горизонты — американская автоматическая межпланетная станция, установившая 19 января 2006 года рекорд скорости ухода от Земли.
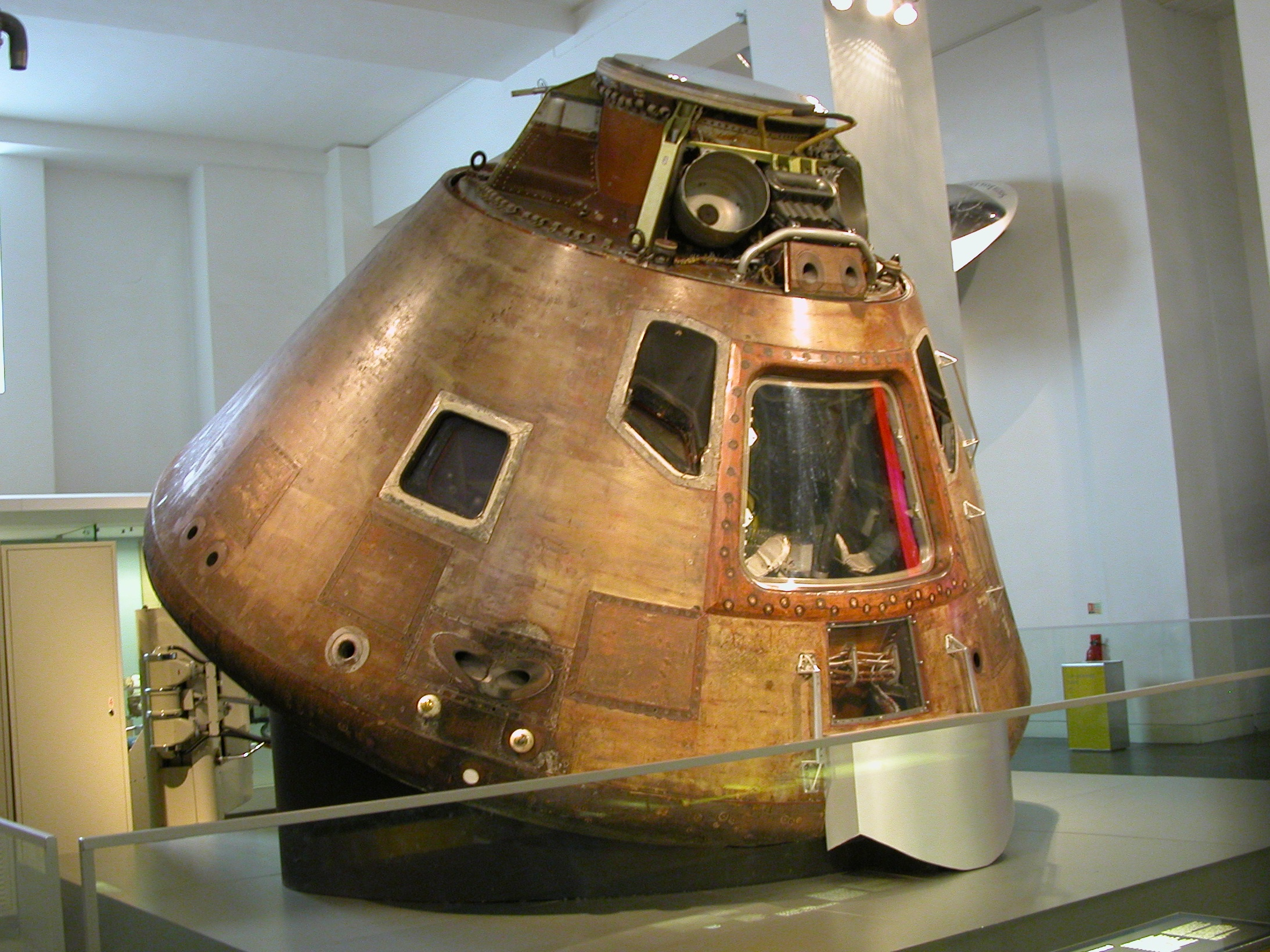
Командно-служебный модуль Аполлон-10 "Charlie Brown" — самое быстрое пилотируемое транспортное средство, установившее рекорд скорости при входе в атмосферу Земли.
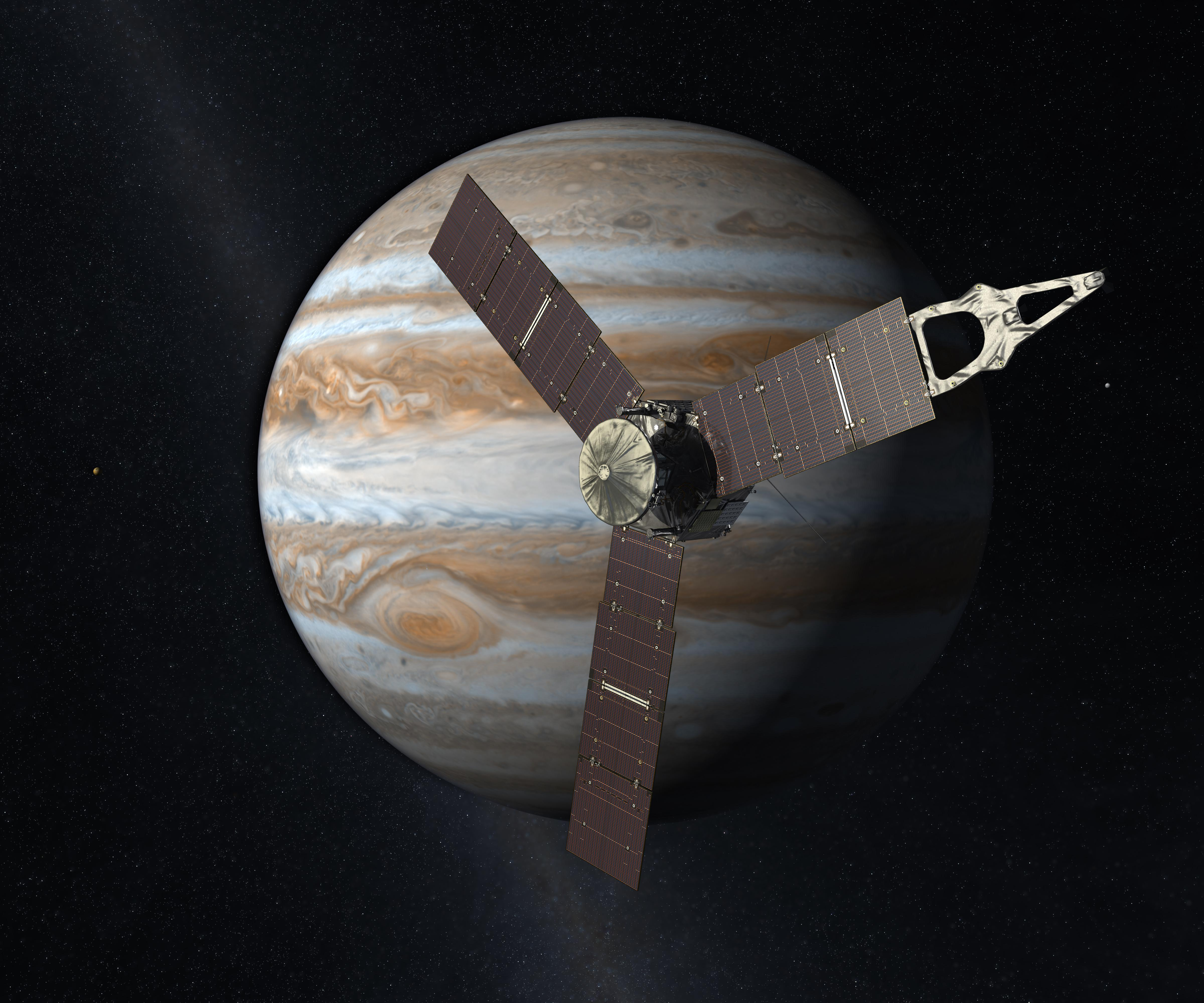
Юнона — автоматическая межпланетная станция НАСА, установившая рекорд скорости при входе на орбиту Юпитера 4 июля 2016 года.

| Астрономический объект | Категория                                           | Скорость (км/ч) (относительно астрономического объекта) | Аппарат                                              | Экипаж                               | Дата             | Агентство | Прим.         |
| ---------------------- | --------------------------------------------------- | ------------------------------------------------------- | ---------------------------------------------------- | ------------------------------------ | ---------------- | --------- | ------------- |
| Солнце                 | Скорость в перицентре орбиты Солнца                 | 692 000                                                 | Солнечный зонд Паркер                                | беспилотный                          | 24 декабря 2024  | NASA      | [ 59 ]        |
| Земля                  | Скорость ухода от Земли                             | 58 536                                                  | Новые Горизонты                                      | беспилотный                          | 19 января 2006   | NASA      | [ 60 ]        |
| Земля                  | Скорость при входе в атмосферу Земли (пилотируемый) | 46 100                                                  | Стардаст                                             | беспилотный                          | 15 января 2006   | NASA      | [ 61 ]        |
| Земля                  | Скорость при входе в атмосферу Земли (с экипажем)   | 39 897                                                  | Командно-служебный модуль Аполлон-10 «Charlie Brown» | Томас Стаффорд Джон Янг Юджин Сернан | 26 мая 1969      | NASA      | [ 62 ]        |
| Марс                   | Скорость при входе в атмосферу Марса                | 27 000                                                  | Mars Pathfinder                                      | беспилотный                          | 4 июля 1997      | NASA      | [ 63 ]        |
| Юпитер                 | Скорость при входе на орбиту Юпитера                | 130 000                                                 | Юнона                                                | беспилотный                          | 4 июля 2016      | NASA      | [ 64 ] [ 65 ] |
| Юпитер                 | Скорость при входе в атмосферу Юпитера              | 108 000                                                 | Галлилео                                             | беспилотный                          | 23 сентября 2003 | NASA      | [ 66 ]        |
| Сатурн                 | Скорость в перицентре орбиты Сатурна                | 122 000                                                 | Кассини                                              | беспилотный                          | 27 апреля 2017   | NASA      | [ 67 ]        |

### Комментарии
1. ↑  Число Маха зависит от температуры окружающей среды и, следовательно, высоты, а также скорости. Оно не является прямым показателем скорости.
2. ↑  Рекорды скорости в этой категории обычно сообщаются организацией, управляющей космической миссией, и не всегда проходят независимую проверку

### Сноски
1. ↑  FIA Records List Cat. C. Federation Internationale de L'automobile. Дата обращения: 11 декабря 2016.
2. ↑  Brandan Gillogly (2018-08-14), Team Vesco's Turbinator II runs 463 mph, breaks Speed Week record, Hagerty
3. ↑  Speed Week 2018 certified records, Southern California Timing Association, 18 Августа 2018, p. 8, Архивировано из оригинала 26 August 2018, Дата обращения: 25 August 2018 {{citation}}: Проверьте значение даты: |date= (справка)
4. ↑  Short distance record attempt / Tentative de records de courte distance: Cook Motorsports Private Land Speed Shootout – Bonneville Salt Flats, USA (September 20-25, 2010). Fédération Internationale de Motocyclisme. Дата обращения: 11 июля 2016.
5. ↑  Brownell, Bradley (12 августа 2018). Danny Thompson's Challenger II Set The Piston-Driven Land Speed Record Today, 50 Years After It First Came To Bonneville. Jalopnik. Дата обращения: 20 августа 2018.
6. 1 2 3  FIA Records List Cat. A (Download). Federation Internationale de L'automobile. Дата обращения: 11 декабря 2016.
7. ↑  FISLY World Record Certificate. Federation Internationale de Sand et Land Yachting (24 февраля 2023).
8. ↑  WES Establishes Tracked-Vehicle Speed Record. Army Research, Development & Acquisition Magazine. 20 (4). United States Army Materiel Command: 35. Июль-Август 1979. Дата обращения: 2022-12-22.{{cite journal}}:  Википедия:Обслуживание CS1 (формат даты) (ссылка)
9. ↑  Fastest solar-powered vehicle. Guinness World Records. Дата обращения: 11 июля 2016.
10. ↑  Waldron, Aaron. Rocket-powered RC car set new world record. LiveRC.com. Дата обращения: 21 марта 2017.
11. ↑  Fastest rocket-powered remote controlled car. Guinness World Records. Дата обращения: 21 марта 2017.
12. ↑  Vieira, Peter (29 октября 2014). World Record! Nic Case Breaks the 200mph Barrier. RC Car Action. Архивировано 6 декабря 2016. Дата обращения: 8 июля 2016.
13. ↑  Fastest battery-powered remote-controlled model car (RC). Guinness World Records. Дата обращения: 8 июля 2016.
14. ↑  Audi RS6 sets new ice-speed record. Top Gear. BBC (15 марта 2013). Дата обращения: 25 октября 2016.
15. ↑  Eugene Cernan. Cook County Clerk's Office. Дата обращения: 12 июля 2016. Архивировано из оригинала 9 августа 2016 года.
16. ↑  NASA Curiosity Rover lands – our top ten Mars-related records. Guinness World Records (8 августа 2012). Дата обращения: 11 июля 2016.
17. ↑  Test sets world land speed record. U.S. Air Force (30 апреля 2003). Дата обращения: 11 июля 2016.
18. ↑  Jenson, Randahl J. 633 mph -- nothing to mach. Holloman Air Force Base. United States Air Force. Дата обращения: 27 апреля 2016. Архивировано 31 мая 2016 года.
19. ↑  Base re-enacts rocket sled test. Spartanburg Herald-Journal. South Carolina. wire reports. 12 декабря 2004. p. A5.
20. ↑  Japan's maglev train breaks world speed record with 600 km/h test run. The Guardian (21 апреля 2015). Дата обращения: 21 апреля 2015.
21. ↑  Willsher, Kim (2 апреля 2007). TGV breaks rail-speed record. The Guardian. Дата обращения: 26 сентября 2018.
22. ↑  Fastest train on a national rail system. Guinness World Records. Дата обращения: 13 июля 2016.
23. ↑  Traver Adolphus, David. Schiene Zeppelin. Hemming Motor News (декабрь 2007). Дата обращения: 23 марта 2011.
24. ↑  Orosz, Peter. Is it a plane? Is it a train? No, it's a prop-driven V12 locomotive! Trainlopnik. Jalopnik. Дата обращения: 23 марта 2011.
25. ↑  Mallard 75: Celebrating Britain's Steam Record. National Railway Museum. Дата обращения: 13 ноября 2014.
26. ↑  Men who served on Mallard prepare to be reunited with famous locomotive. The Yorkshire Post. Johnston Publishing (30 июня 2008). Дата обращения: 8 июля 2016.
27. ↑  Fastest steam locomotive. Guinness World Records. Дата обращения: 18 июля 2016.
28. ↑  Falcon HTV-2. Lockheed Martin. Дата обращения: 13 ноября 2014. Архивировано 4 мая 2016 года.
29. ↑  Fastest Speed in a Non-Spacecraft Aircraft. Guinness World Records. Guinness World Records Limited. Дата обращения: 13 ноября 2014. Архивировано 6 декабря 2019 года.
30. ↑  American X-Vehicles: An Inventory X-1 to X-50 23. NASA (июнь 2003). Дата обращения: 13 ноября 2014. Архивировано 25 апреля 2020 года.
31. ↑  Swopes, Bryan. This Day in Aviation: Important Dates in Aviation History. FAI World Record for Altitude in Horizontal Flight Archives. FAI (28 июля 2014). Дата обращения: 13 ноября 2014.
32. ↑  Eldon W. Joersz (USA). FAI.org (10 октября 2017). Дата обращения: 23 ноября 2021.
33. ↑  Records | World Air Sports Federation. www.fai.org. Дата обращения: 13 января 2024.
34. ↑  Joseph J. Ritchie (USA) (7627) | World Air Sports Federation (англ.). www.fai.org (10 октября 2017). Дата обращения: 15 января 2024.
35. ↑  Lerner, Preston (Ноябрь 2009). The Bear Is Back: The winning-est Bearcat in air racing steps up once more to the starting gate. Air & Space. Smithsonian. Дата обращения: 12 июля 2016.
36. ↑  Lyle Shelton (USA). FAI.org (10 октября 2017). Дата обращения: 23 ноября 2021.
37. ↑  Rolls-Royce all-electric aircraft breaks world records (англ.). BBC News. 21 января 2022. Дата обращения: 27 января 2022.
38. ↑  Swopes, Brian R. 11 August 1986. This Day in Aviation. Дата обращения: 12 июля 2016.
39. ↑  John Trevor Eggington (GBR). FAI.org (10 октября 2017). Дата обращения: 23 ноября 2021.
40. ↑  Klauss Ohlmann (GER). FAI (10 октября 2017). Дата обращения: 28 июня 2018.
41. ↑  Шаблон:Cite letter (недоступная ссылка)
42. ↑  Steve Fossett (USA). FAI.org (10 октября 2017). Дата обращения: 23 ноября 2021.
43. ↑  Fai Record File. FAI. Дата обращения: 23 декабря 2014. Архивировано из оригинала 3 июня 2014 года.
44. ↑  Holger Rochelt (FRG). FAI.org (10 октября 2017). Дата обращения: 23 ноября 2021.
45. ↑  UIM World Records. Union Internationale Motonautique. Дата обращения: 13 июля 2016. Архивировано из оригинала 10 августа 2016 года.
46. ↑  Water Speed Record (Fastest Boat). Guinness World Records. Guinness World Records Limited. Дата обращения: 13 ноября 2014.
47. ↑  Комитет по оценке технологий. Снижение логистической нагрузки для армии будущего (англ.). — 1999. — С. 68.
48. ↑  Fastest propeller-driven boat. Guinness World Records. Дата обращения: 8 июля 2016.
49. ↑  Top Fuel Drag Boat Problem Child Sets World Record. Red Line Oil. 15 декабря 2009. Дата обращения: 13 июля 2016.
50. ↑  VESTAS Sailrocket 2 Smashes Speed Record. Blue Water Sailing (30 ноября 2012). Дата обращения: 11 июля 2016. Архивировано из оригинала 17 августа 2016 года.
51. ↑  Vestas Sailrocket Smashes World Speed Sailing Record… Again! PredictWind.com (27 ноября 2012). Дата обращения: 11 июля 2016. Архивировано 20 августа 2016 года.
52. ↑  Fastest Hovercraft. Guinness World Records. Дата обращения: 11 июля 2016.
53. ↑  Finberg, Steve; Wall, Matthew; Drela, Mark. Decavitator Human-Powered Hydrofoil. Massachusetts Institute of Technology. Дата обращения: 13 ноября 2014.
54. ↑  Water. International Human Powered Vehicle Association. Дата обращения: 11 июля 2016.
55. ↑  9th International Subraces Conclude with New World Speed Records. International Submarine Races. Дата обращения: 13 ноября 2014.
56. ↑  Тайлер, Патрик. Running Critical. — New York : Harper&Row, 1986. — P. 23–26, 34–46.
57. ↑  Tovey, Alan (16 декабря 2014). Already faster than a cheetah, the Navy's two-tonne Spearfish torpedoes are getting an upgrade. The Daily Telegraph. London. Дата обращения: 12 июля 2016.
58. ↑  VA-111 Shkval torpedo. Military Periscope (1 декабря 2011). Дата обращения: 12 июля 2016. Архивировано из оригинала 8 сентября 2014 года.
59. 1 2  Nasa probe successfully completes closest-ever approach to sun | Nasa | The Guardian
60. ↑  O'Callaghan, Jonathan. Five amazing facts about the New Horizons probe. SpaceAnswers.com (21 мая 2013). Дата обращения: 11 июля 2016.
61. ↑  Brown, Alan; Hoover, Rachel. NASA Astronomers to Observe Hayabusa Homecoming. NASA. Дата обращения: 11 июля 2016.
62. ↑  Furniss, Tim. Chapter 5: Apollo // A History of Space Exploration: And Its Future. — Lyons Press, 2003. — P. 67. — ISBN 1-58574-650-9.  (недоступная ссылка)
63. ↑  Edquist, Karl T.; Dyakonov, Artem T.; Wright, Michael J.; Tang, Chun Y. (2011-06-25). Aerothermodynamic Design of the Mars Science Laboratory Backshell and Parachute Cone (PDF). American Institute of Aeronautics and Astronautics. Дата обращения: 2024-07-07.
64. ↑  Kremer, Ken (9 июля 2016). Welcome to Jupiter– NASA's Juno Achieves Orbit Around 'King of the Planets'. Дата обращения: 12 июля 2016.
65. ↑  McKinnon, Mika (12 июля 2016). Was Juno the fastest spacecraft ever? Only kind of. Astronomy. Дата обращения: 12 июля 2016.
66. ↑  Bond, Peter (21 сентября 2003). Galileo spacecraft crashes into Jupiter. Spaceflight Now. Дата обращения: 8 июля 2016.
67. ↑  R. Thompson, Jay (27 апреля 2017). Cassini's two speeds.